# Lasioglossum pacatum
Lasioglossum pacatum är en biart som först beskrevs av Sandhouse 1924. Den ingår i släktet smalbin och familjen vägbin. Arten finns i västra Nordamerika. Inga underarter finns listade i Catalogue of Life.

## Beskrivning
Endast honan är beskriven. Hon har blågrönt huvud och mellankropp, med övre halvan av clypeus svartbrun och undre halvan, samt partiet ovanför clypeus grönaktigt till bronsfärgat. Antennerna är mörkbruna med den övre delen (den egentliga "antennklubban") med orangebrun undersida. På mellankroppen är benen bruna och vingarna halvgenomskinliga med gulbruna ribbor och rödbruna vingbaser. Bakkroppen är svartbrun; både tergiterna och sterniterna har rödbruna bakkanter. Behåringen är gles och smutsigt vit. På tergit 2 till 4 (tergit 2 endast upptill) finns glesa hårband längs bakkanterna. Arten är tämligen liten, med en kroppslängd mellan 5 och 6,4 mm.

## Utbredning
Utbredningsområdet utgörs av ett tämligen smalt band från södra British Columbia i Kanada och i sydöstlig riktning över nordöstra Washington, norra och östra Idaho, västra Montana och västra Wyoming till nordvästra Colorado i USA. Biet är en vanlig art.

## Ekologi
Lasioglossum pacatum antages vara en social art, som bygger sitt bo i marken. Endast parade unghonor övervintrar.
Arten är polylektisk, den flyger till blommande växter från många familjer, som bland andra maskrosor och Balsamorhiza sagittata i korgblommiga växter samt amerikanskt blåbär i ljungväxter.
Arten är mycket lik Lasioglossum viridatum, och är en medlem i dess artgrupp. Den kanadensiske entomologen Jason Gibbs har framfört hypotesen att Lasioglossum pacatum skulle kunna vara en synonym till Lasioglossum viridatum, och menar att saken bör undersökas närmare.